# St. Martin und Nikolaus (Pram)

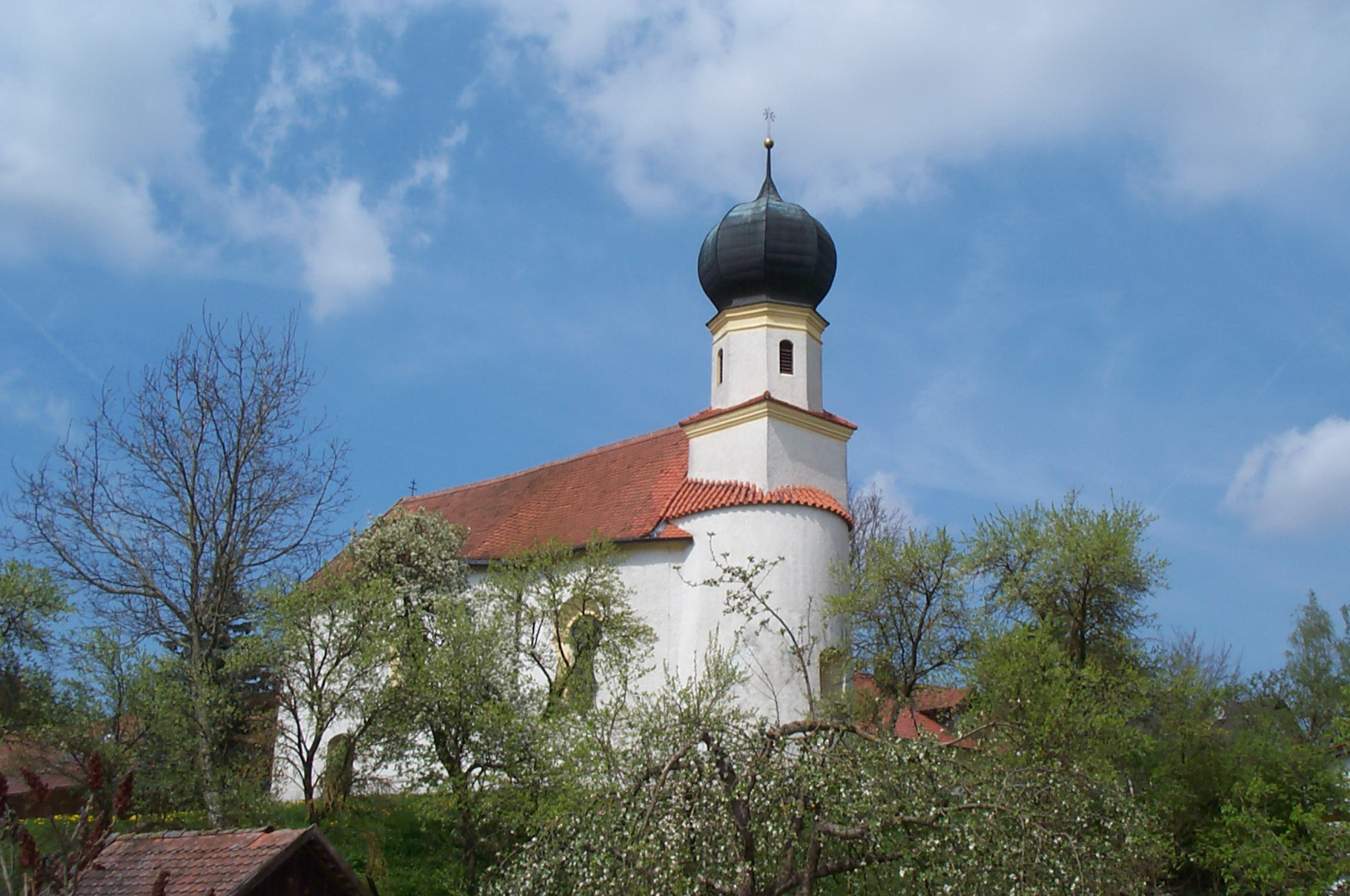
Außenansicht der Filialkirche St. Martin und St. Nikolaus von Südosten

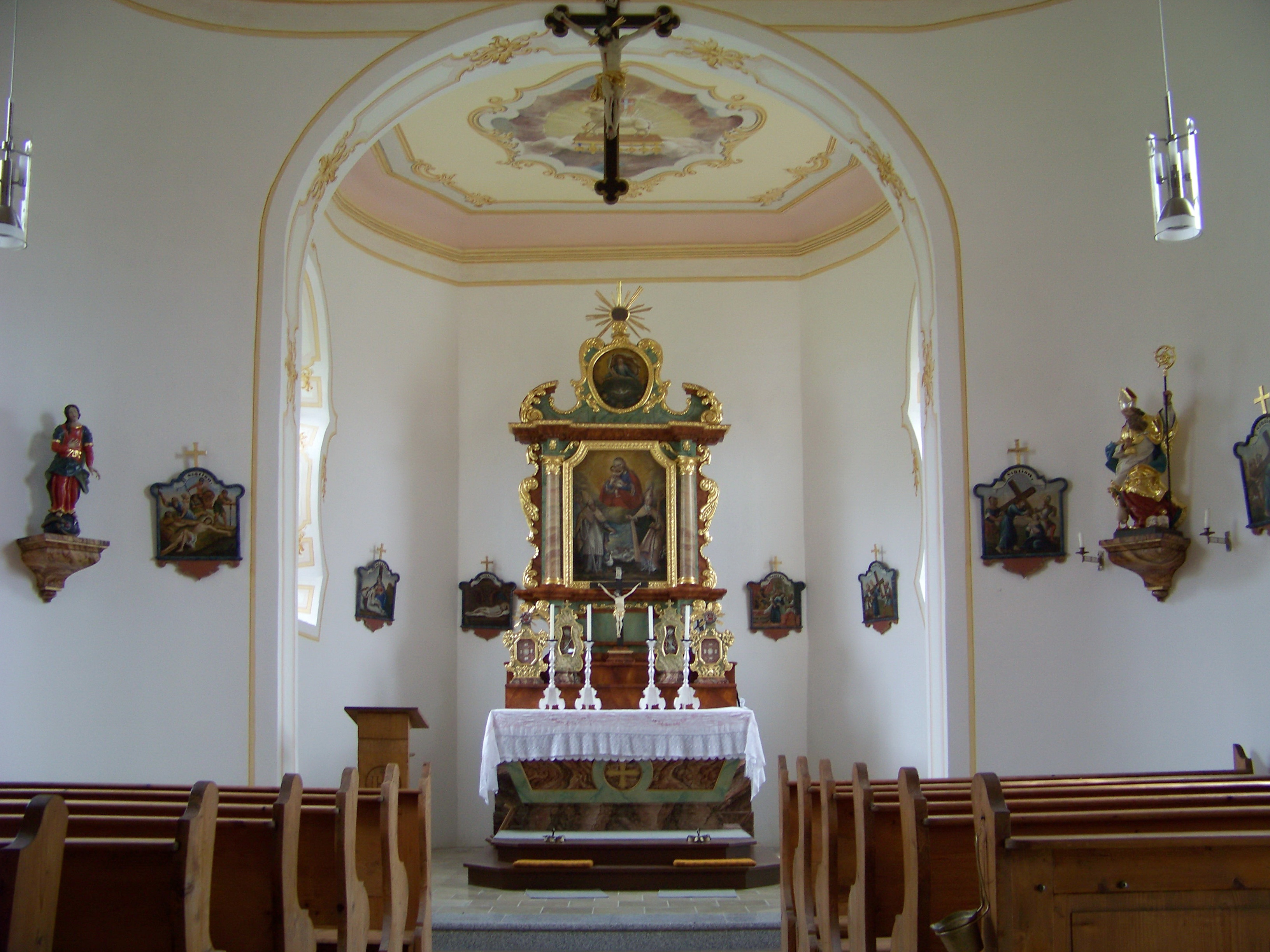
Innenraum

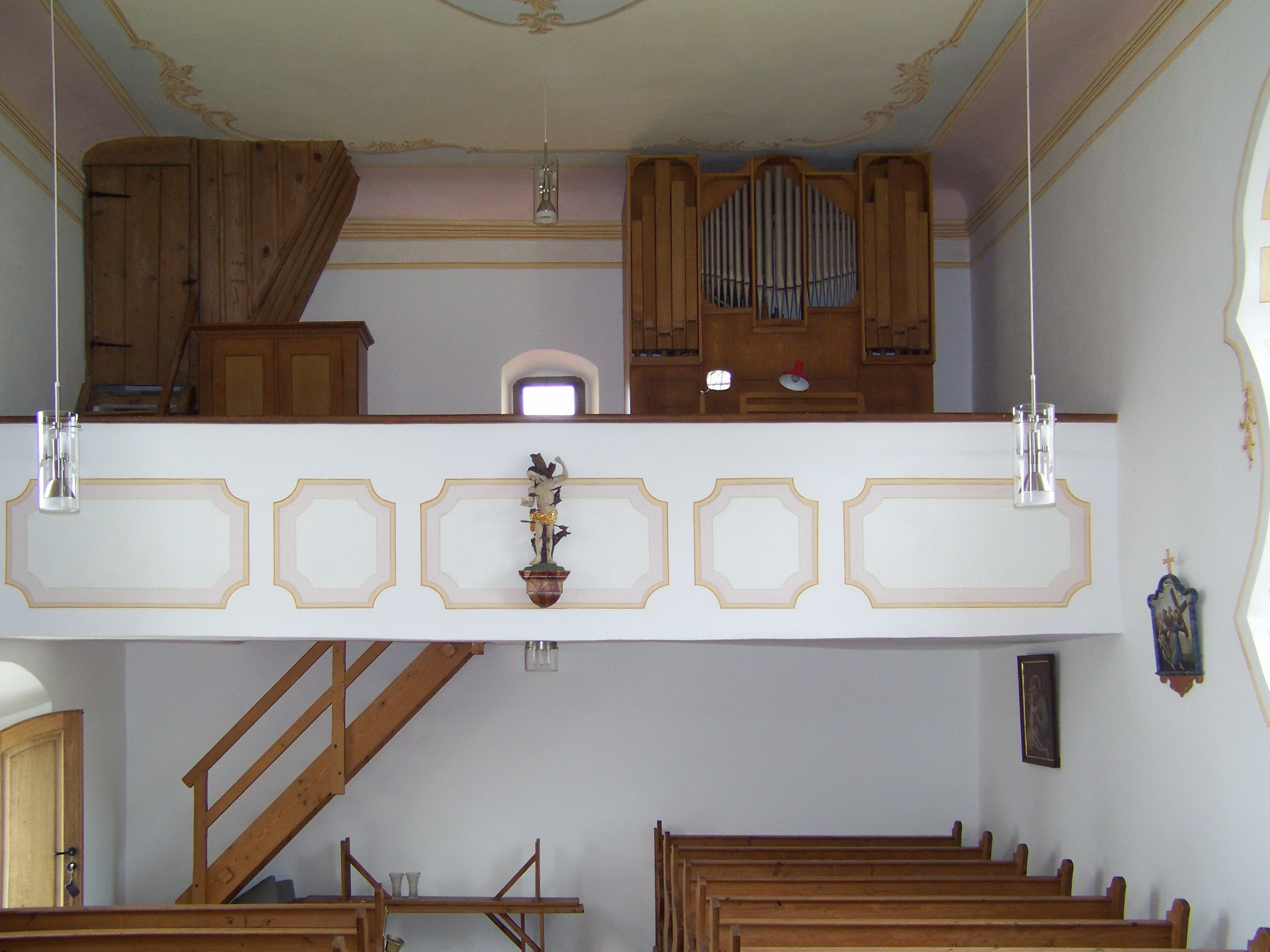
Westempore mit Orgel

Die römisch-katholische Filialkirche St. Martin und Nikolaus in Pram, einem Ortsteil der Gemeinde Bayerbach bei Ergoldsbach im niederbayerischen Landkreis Landshut, ist eine barocke Saalkirche, die im Jahr 1758 erbaut wurde. Die Apsis der romanischen Vorgängerkirche wurde dabei einbezogen. Das Gotteshaus ist ein Baudenkmal des Bayerischen Landesamtes für Denkmalpflege mit der Nummer D-2-74-119-20.

## Lage
Die Kirche befindet sich in der Ortsmitte von Pram, das etwa drei Kilometer südöstlich des Kernortes Bayerbach auf halbem Weg von Mausham nach Mühlhausen liegt.

## Geschichte
Im Jahre 733 schenkte ein gewisser Poso seine Besitzungen in Prama an die Freisinger Kirche. 791 schenkte ein möglicherweise anderer Poso seine Besitzungen in Prama an St. Emmeram in Regensburg. Die Kirche des hl. Herrn Sand Martan wird erstmals am 10. April 1496 urkundlich erwähnt. Der heutige Bau wurde unter Beibehaltung romanischer Teile wie Turm und Apsis 1758 errichtet und 1909 renoviert.

## Architektur

### Außenbau
Das Kirchenschiff hat eine Achse mit spitzbogigen Fenstern, die in der Barockzeit auf Bassgeigenform gebracht wurden. Der eingezogene Chor mit einem Joch schließt in einer halbrunden Apsis. Der Dachreiter oberhalb der Apsis besitzt im ersten Geschoss Quadratform. Darüber geht er in einen achteckigen Aufsatz über, in dem sich die Glockenstube mit zwei Glocken befindet. Über einem umlaufenden Gesims ist der Dachreiter mit einer Zwiebelkuppel bekrönt. Man betritt die Kirche über einen segmentbogiges Portal an der Südseite des Langhauses.

### Innenraum
Der Chor und das Langhaus sind flachgedeckt und mit einer umlaufenden Hohlkehle versehen. Die Sakristei befindet sich in einem kleinen halbrunden Raum hinter dem Hochaltar; sie besitzt auf der Ostseite ein kleines Fenster. Der Chorraum besitzt nahezu Quadratform; die Seitenwänden sind allerdings leicht gerundet. Das Kirchenschiff ist an den östlichen Ecken gerundet. Im Westen befindet sich die Orgelempore mit gerader Brüstung, die durch ein stichbogiges Fenster an der Westfassade zusätzlich erhellt wird.

## Ausstattung
Die barocke Ausstattung stammt überwiegend aus der Mitte des 18. Jahrhunderts.

### Hochaltar
Der Hochaltar mit zwei runden Säulen auf hohen Sockeln entstand um 1680. Das Altarblatt zeigt eine Nachbildung des Passauer Mariahilfbilds aus der Passauer Wallfahrtskirche Mariahilf. Zu Füßen Mariens sind die Bischöfe St. Martin und St. Nikolaus mit ihren Attributen dargestellt. Im Auszug zeigt das Ovalbild zwischen Voluten Gott Vater auf einer Wolke. Darunter ist der Heilige Geist in Gestalt einer Taube dargestellt. In der Mitte der stufig aufgebauten Predella steht ein barockes Kruzifix. Zu beiden Seiten sind kleine, goldgefasste Reliquienschreine aufgestellt.

### Gemälde

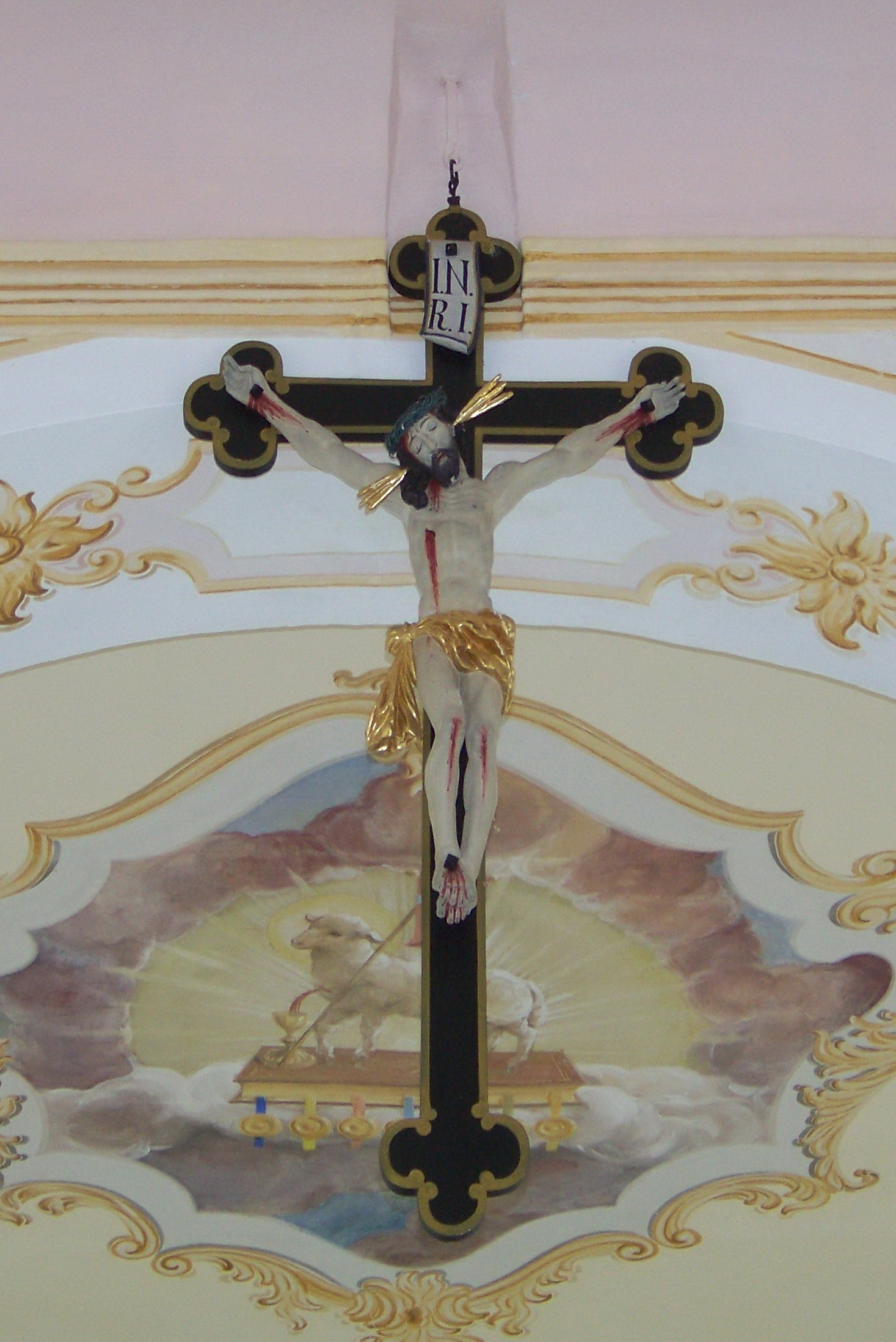
Chorbogenkreuz und Deckengemälde des Altarraums (Lamm Gottes)

An der Flachdecke des Chores befindet sich ein Gemälde des Lammes Gottes auf dem Buch mit den sieben Siegeln, das auf die Apokalypse in der Offenbarung des Johannes hindeutet. Im großen Deckengemälde im Kirchenschiff ist die Heilige Dreifaltigkeit dargestellt. Gott Vater und Gott Sohn sitzen auf einer Wolke über der Sphärenkugel, darüber schwebt im Strahlenkranz der Heilige Geist in Gestalt einer weißen Taube. An der Nordseite unter der Empore hängt ein Bild des heiligen Josef mit dem Jesusknaben in einem einfachen Holzrahmen.

### Figuren
Am Chorbogen befindet sich ein barockes Kruzifix im Dreinageltypus auf einem Kleeblattkreuz. Auf Wandkonsolen stehen in den gerundeten Ecken im Osten des Langhauses Schnitzfiguren der Maria Immaculata und des heiligen Martin, der an seinen Attributen Gans und Bischofsstab erkennbar ist. An der Brüstung der Westempore ist eine kleine Figur des heiligen Sebastian befestigt.

### Kreuzweg
An den Wänden von Chor und Langhaus sind vierzehn Kreuzwegtafeln in geschweiften Rahmen angebracht.

### Orgel
Die Orgel mit Pedalwerk steht auf der Westempore. Der Orgelprospekt ist in zwei Felder mit Holzpfeifen und drei Felder mit Metallpfeifen gegliedert.

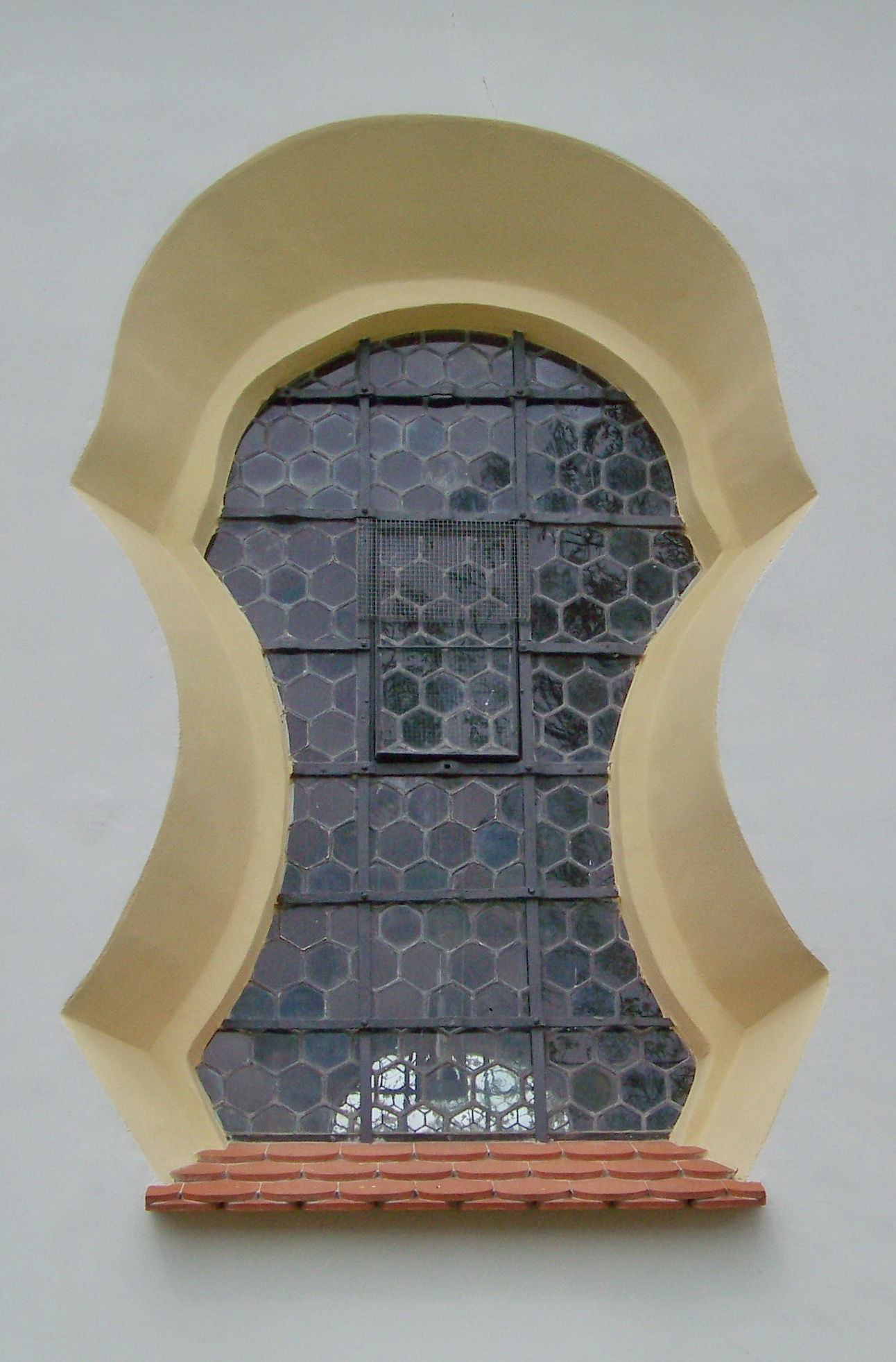
Bassgeigenfenster
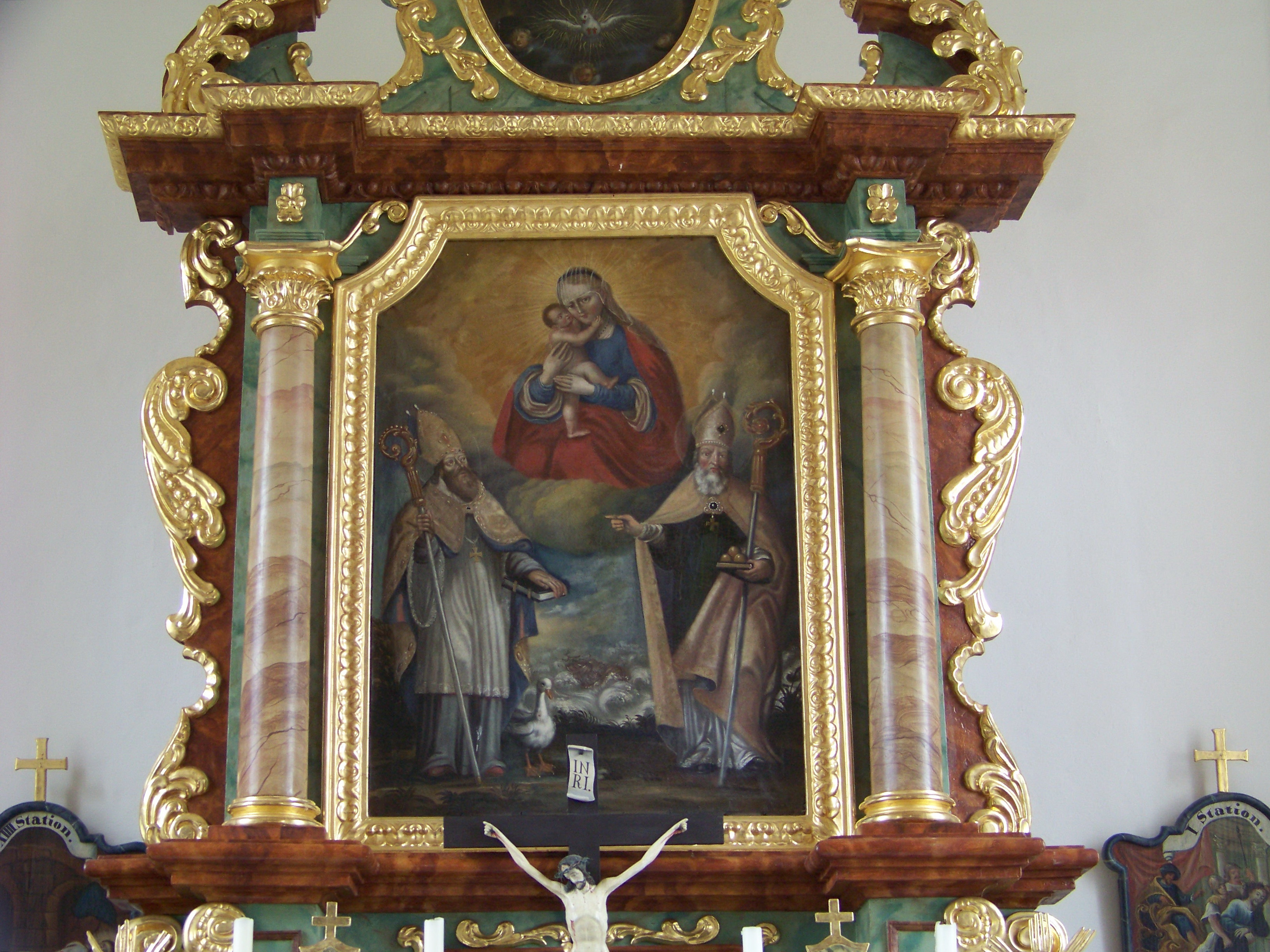
Hochaltarblatt mit Mariahilf-Darstellung sowie den Heiligen Martin und Nikolaus
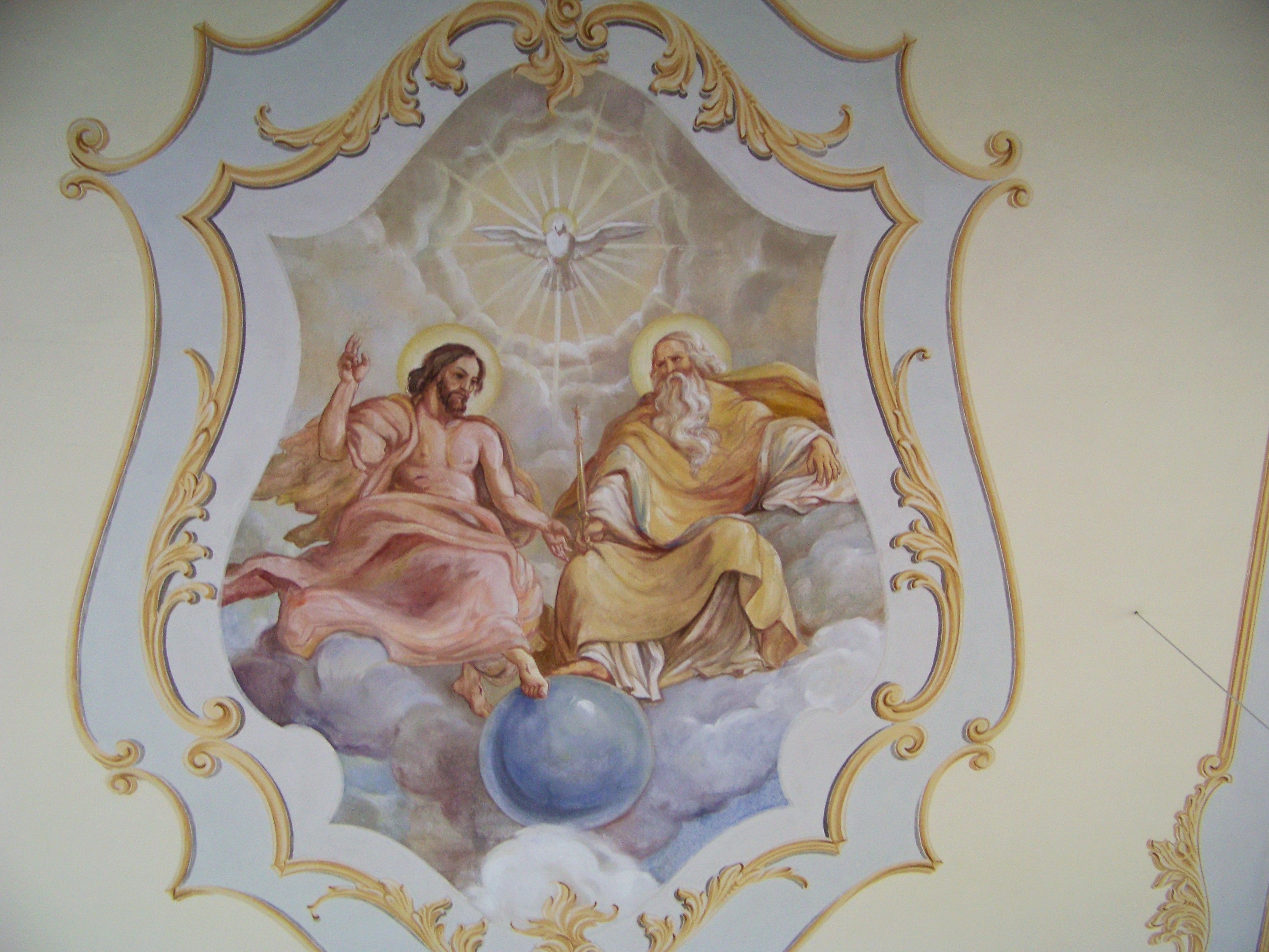
Gemälde der Heiligen Dreifaltigkeit an der Langhausdecke
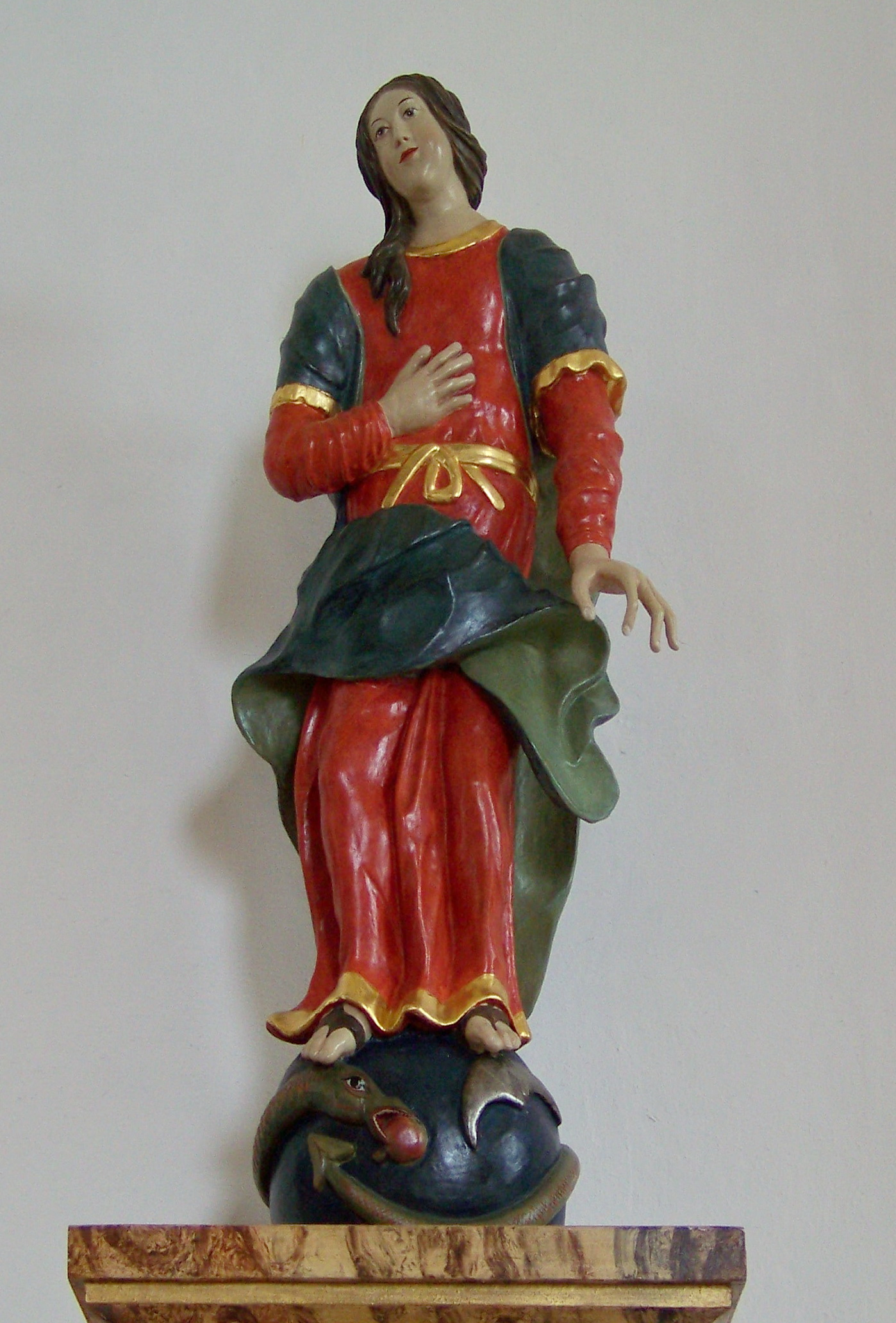
Figur der Maria Immaculata
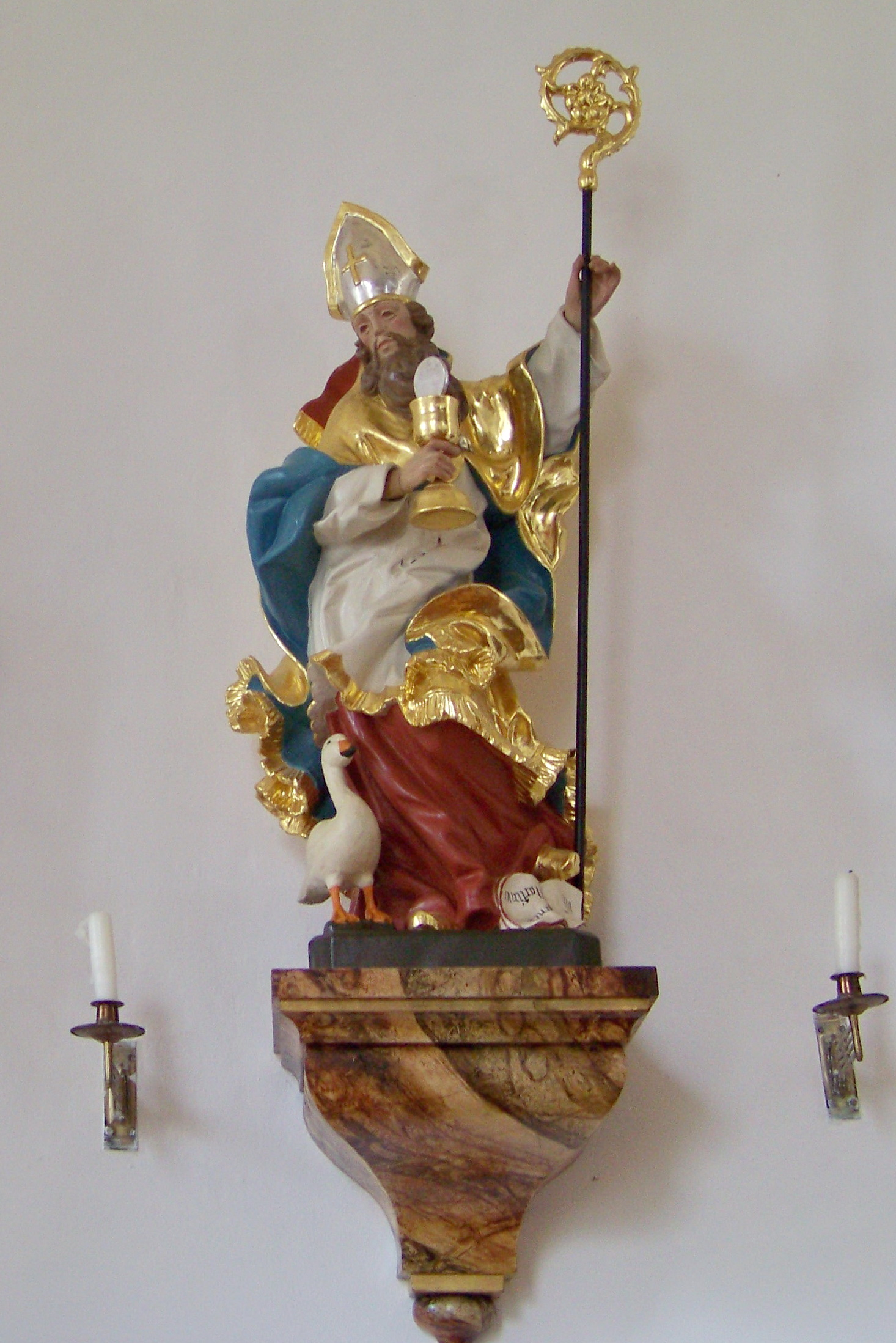
Figur des heiligen Martin
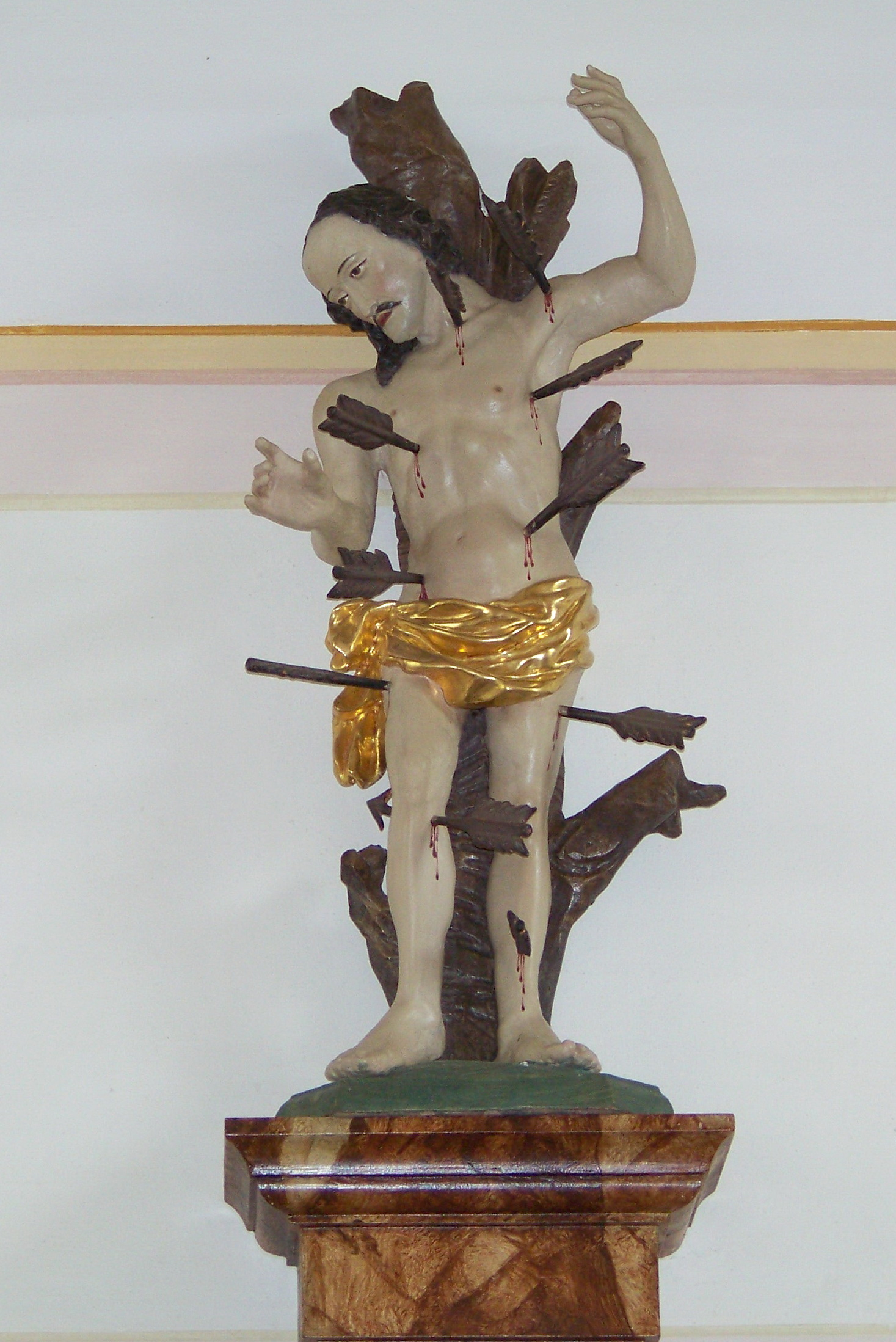
Figur des heiligen Sebastian
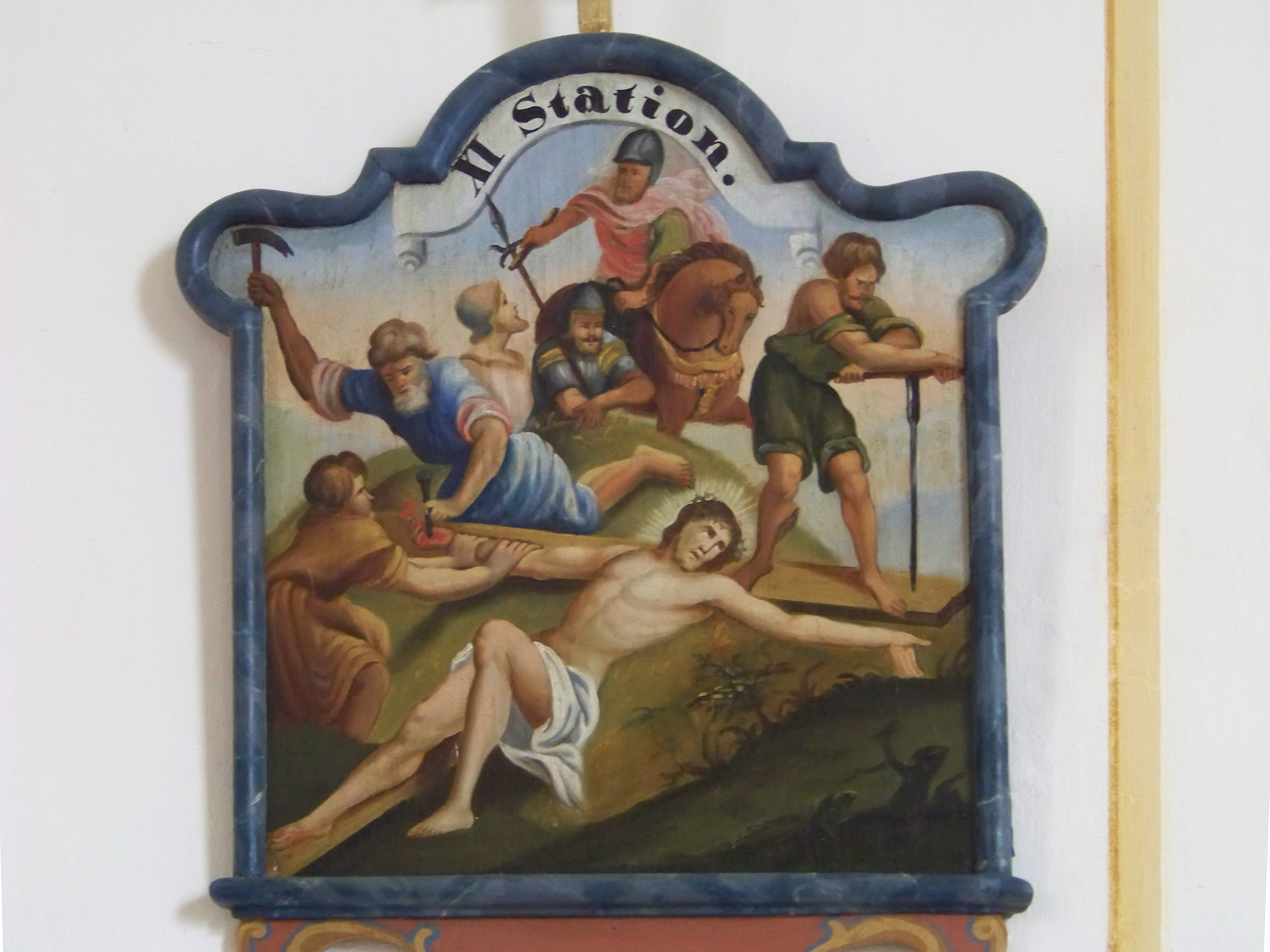
Kreuzwegtafel (11. Station)